# 童国华
童国华（1957年—），湖北汉川人，汉族，中华人民共和国政治人物、第十二届全国人民代表大会湖北地区代表。

## 生平
1977年考入武汉大学化学系，1988年开始攻读复旦大学科技管理专业硕士，2002年获得华中科技大学管理科学与工程专业在职博士学位。加入中国共产党。担任武汉邮电科学研究院院长。2008年起担任全国人大代表。2013年，担任全国人大代表。2018年1月，当选第十三届全国政协委员。